# Саламандра Лушана
Саламандра Лушана (Lyciasalamandra luschani) — вид земноводних родини саламандрових (Salamandridae). Один із 7 видів роду Lyciasalamandra. Поширений у Туреччині. Раритетний вид, занесений до Червоного списку МСОП. Отруйна амфібія.
Вид отримав назву на честь вченого Фелікса фон Лушана.

## Опис
Загальна довжина становить 16,7—18,1 см. Хвіст дорівнює або менший за тіло. Тулуб стрункий та кремезний з 11—13 слабко помітними реберної борознами. Голова сплощена та витягнута. На горлі присутні шкіряна складка. На задній частині голови помітні паротиди (залози). Спостерігається статевий диморфізм: самиці більші за самців. У самця зверху хвоста є колосоподібний виступ та шлюбні мозолі на передніх кінцівках.
Забарвлення яскраво-жовте або сріблясто-біле. На спині є темно-коричневі або чорні плями. Кінцівки чорні, червонуваті або світло-коричневі. Черево позбавлено плям.

## Поширення
Вид поширений у південно-західній частині Анатолії (Туреччина).

## Особливості біології
Населяє ліси помірного пояса. Зустрічається на висоті до 200—400 м над рівнем моря. Активна вночі. Найбільшу активність проявляє в більш прохолодні та вологі зимові місяці, на які припадає і сезон розмноження.
Статева зрілість настає у віці близько 3 років. Парування відбувається амплексусом. Розмноження ніяк не пов'язане з водою. Яйця розвиваються усередині матки. Цим тваринам властива оофагія, коли сильні личинки поїдають незапліднені яйця або більш слабких личинок. Через 5—8 місяців з'являється 2 повністю розвинених дитинчати, які досягають у довжину близько 7 см і важать близько 2 г.
Тривалість життя в середньому 10 років.

## Охорона
Раритетний вид земноводних, занесений до Червоного списку МСОП (охоронна категорія: вразливий вид), а також до Додатку II Бернської конвенції (охоронна категорія: підлягає особливій охороні).